# Alas Uruguay
Alas Uruguay is een luchtvaartmaatschappij uit Uruguay. Het is de (onofficiële) nationale luchtvaartmaatschappij van het land. De vluchtoperaties vinden plaats van af Aeropuerto Internacional de Carrasco in Montevideo en Aeropuerto Internacional Capitán de Corbeta Carlos A. Curbelo in Punta del Este.

## Geschiedenis
De maatschappij werd opgericht door voormalige werknemers van PLUNA, dat haar activiteiten staakte in 2012, als een openbare onderneming voor het grootste deel van het bestaan, alhoewel Alas Uruguay begon als een particuliere onderneming. Het nieuwe bedrijf van de voormalige PLUNA-werknemers was voorheen Alas-U geheten, maar werd in oktober 2013 omgedoopt tot Alas Uruguay. Op 21 januari 2016 werden de eerste vluchten uitgevoerd met een Boeing 737-300 tussen Montevideo en de Paraguayaanse hoofdstad Asunción.

## Vloot
De eerste Boeing 737-300 voorzien van 'blended winglets' werd geleverd aan de luchtvaartmaatschappij in januari 2015. Dit toestel, afkomstig van Ukraine International Airlines (UIA), werd in het kleurenschema geschilderd in Porto Alegre, Brazilië. Later in 2015 werd een tweede vliegtuig van Ukraine International Airlines aan de vloot toegevoegd. Het derde geleverde toestel is afkomstig van Southwest Airlines.